# Konstanze von Kastilien

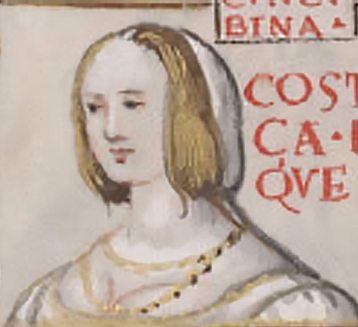
Konstanze von Kastilien

Konstanze von Kastilien LG (* 1354; † 1394) war eine Prätendentin auf den Thron von Kastilien und León sowie durch Ehe Duchess of Lancaster.
Sie war die älteste überlebende Tochter König Peters I. von Kastilien-León (1334–1369) aus seiner Nebenehe mit María de Padilla. Als ihr Vater von seinem unehelichen Halbbruder Heinrich von Trastámara gestürzt und ermordet wurde und keine legitimen Söhne hinterließ, hegte sie Ansprüche auf den Thron ihres Vaters.
Am 21. September 1371 heiratete sie in Roquefort in der Guyenne John of Gaunt, 1. Duke of Lancaster, den dritten Sohn des Königs Edward III. von England. Ein Jahr später heiratete ihre jüngere Schwester Isabella Johns jüngeren Bruder Edmund of Langley, 1. Duke of York, so dass die Schwestern gleichzeitig ihre eigenen angeheirateten Schwägerinnen wurden.
1378 wurde Konstanze als Lady of the Garter in den Hosenbandorden aufgenommen.
Der verwitwete John of Gaunt ging diese Ehe trotz seiner jahrelangen Beziehung zu Catherine Swynford ein, um über sie Anspruch auf den Thron von Kastilien und León erlangen. Johns diplomatisches wie auch militärisches Streben nach der Krone blieb letztlich erfolglos. Der Konflikt gegen Heinrich von Trastámara und dessen Sohn Johann I. wurde schließlich 1388 beigelegt, als der Sohn des letzteren Konstanzes Tochter Katharina heiratete und sie damit Königin von Kastilien und León wurde.

## Nachkommen
Mit John of Gaunt, 1. Duke of Lancaster, hatte sie zwei Kinder:
- Lord John of Lancaster (1372–1375)
- Lady Catherine (Catalina) of Lancaster (1373–1418), ⚭ König Heinrich III. von Kastilien (1379–1406), Großmutter von Isabella der Katholischen